# خسائر التحالف في أفغانستان

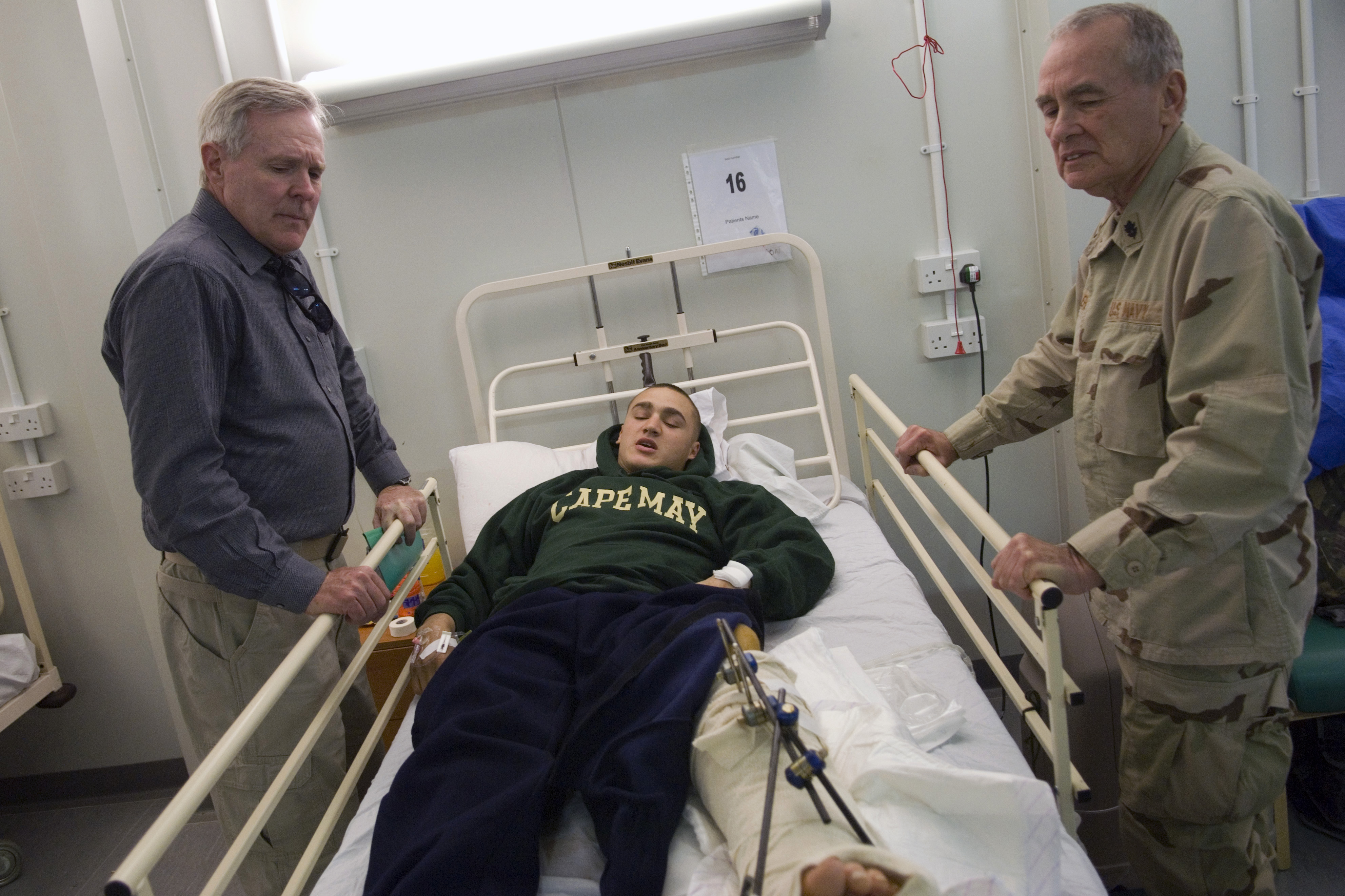
معسكر ليذرنيك، أفغانستان (26 نوفمبر 2009) وزير البحرية (SECNAV) راي مابوس يزور المحاربين الجرحى في معسكر ليذرنيك في يوم عيد الشكر.

بلغ عدد الضحايا في أفغانستان حتى 18 مايو، 2020 نحو 3502 قتيل ناتجين عن جزء من عمليات التحالف المستمرة (عملية الحرية الدائمة وقوات المساعدة الدولية لإرساء الأمان في أفغانستان أو إيساف) منذ الغزو في عام 2001. يشمل الحساب الأمريكي لهذا المجموع عدد القتلى «داخل أفغانستان وحولها»، والذي يتضمن حسب تعريف وزارة الدفاع الأمريكية بعض قتلى باكستان وأوزباكستان و18 قتيل من عملاء وكالة الاستخبارات المركزية.
قتل إضافة إلى هؤلاء القتلى في أفغانستان، 59 جندي أمريكي وجندي كندي في بلدان أخرى أثناء دعمهم للعمليات في أفغانستان. يُغفل المجموع الكلي الجنود الإسبان العائدين من أفغانستان البالغ عددهم 62 جندي والذين لقوا حتفهم في تركيا بتاريخ 26 مايو، 2003، نتيجة تحطم طائرتهم.
كان الأغلبية العظمى من قتلى التحالف أمريكيين خلال السنوات الخمس الأولى من الحرب، لكن بين عامي 2006 و2011، كانت نسبة كبيرة من القتلى من بلدان أخرى، وخاصةً من المملكة المتحدة وكندا اللتان أوكل إليهما على التوالي مسؤولية النقاط الساخنة في مقاطعتي هلمند وقندهار. يرجع ذلك إلى أن إيساف وسعت في عام 2006 نطاق سلطتها القضائية إلى المناطق الجنوبية من أفغانستان والتي كانت سابقًا تحت السلطة المباشرة للجيش الأمريكي.
وفقًا لما أشار إليه روبرت غيتس في 10 يونيو، 2011، في «خطابه السياسي الأخير» الذي ألقاه بصفته وزير الدفاع الأمريكي، قال فيه: «قدم أكثر من 850 جندي من قوات أعضاء حلف الناتو غير الأمريكية، أقصى التضحيات في أفغانستان. بالنسبة للعديد من دول الحلفاء كانت هؤلاء أول الضحايا العسكريين الذين سقطوا بعد نهاية الحرب العالمية الثانية». إضافة إلى ذلك، كان هناك ضحايا من القوات المساهمة في التحالف من خارج حلف الناتو مثل (جورجيا، وأستراليا، والسويد، ونيوزلندا، وفنلندا، والأردن، وكوريا الشمالية وألبانيا).
كان عام 2010 مع قتلى عملية الحرية الدائمة وإيساف البالغ عددهم 711، أكثر الأعوام دموية بالنسبة لقوات الجيش العسكرية منذ الغزو الأمريكي في عام 2001، ليكون استمرارًا للمجرى الذي كان يحدث سنويًا منذ عام 2003.
حدث في عام 2009 نحو 7228 هجوم بالعبوات الناسفة (آي إي دي) في أفغانستان، بزيادة قدرها 120% عن عام 2008، وهو رقم قياسي في الحرب. قُتل نحو 448 أثناء المعارك من بين 512 جندي أجنبي لقوا حتفهم في عام 2009. قتل 280 منهم بالعبوات الناسفة. في عام 2010، أصابت الهجمات بالعبوات الناسفة نحو 3366 جندي أمريكي، وهو ما يشكل 60% من إجمالي المصابين بالعبوات الناسفة منذ بداية الحرب. قُتل 630 جندي أثناء المعارك من أصل 711 جندي أجنبي لقوا حتفهم في عام 2010. قُتل 368 منهم بالعبوات الناسفة، وهو ما يشكل 36% من إجمالي الذين قتلوا بسبب العبوات الناسفة منذ بداية الحرب حتى تاريخه. زرع المتمردون نحو 14661 عبوة ناسفة في عام 2010، وهو ما يشكل زيادة 62% عن السنة التي سبقتها.

## معلومات تفصيلية عن الضحايا

### ألبانيا
سجلت حالة وفاة واحدة ضمن القوات الألبانية. قتل الكابتن فيتي فوغلي في هيراتي في فبراير، 2012، وأصيب جندي آخر.

### أستراليا
تكبدت القوات الأسترالية في أفغانستان خسائر في الأرواح وصلت إلى نحو 41 قتيلًا. وأصيب 261 جندي.
أصيب أيضًا مدني أسترالي واحد على الأقل في أفغانستان (ديفيد سافاج، ضابط سابق في وزارة الشؤون الخارجية ويعمل مستشارًا للوكالة الأسترالية للتنمية الدولية).

### بلجيكا
قتل جندي واحد في أفغانستان، وأصيب نحو 14 جندي أثناء المعركة.

### المملكة المتحدة
تكبدت القوات البريطانية اعتبارًا 11 أكتوبر، 2015، خسائر في الأرواح وصلت إلى 456، وجرح 2188 جندي في المعركة، وعانى 5251 آخرون من أمراض أو إصابات غير ناجمة عن المعارك. قتل من هؤلاء 404 جندي نتيجة أعمال عدائية، في حين يشاع أن 49 جندي قد لقوا حتفهم إما نتيجة مرض، أو إصابات غير ناجمة عن المعارك أو حوادث، أو لم يتم تحديد سبب الوفاة رسميًا بانتظار نتائج التحقيقات. وقعت الغالبية العظمى من الوفيات منذ إعادة انتشار القوات البريطانية في ولاية هلمند معقل طالبان في عام 2006، حيث توفي خمسة رجال فقط بين أبريل 2002 وأوائل شهر مارس 2006.

### بلغاريا
أصيب 7 جنود بلغاريين على الأقل في أفغانستان.

### كندا
أسفر الدور الكندي في أفغانستان، المتضمن عمليات ضد طالبان والمتمردين الآخرين في جنوبي أفغانستان (ولاية قندهار)، عن أكبر عدد من الخسائر في الأرواح أكثر من أي بعثة عسكرية كندية منذ الحرب الكورية. قتل ما مجموعه 157 فرد من القوات الكندية في أفغانستان بين فبراير، 2002 و29 أكتوبر، 2011. لقي 132 منهم حتفه بسبب أعمال عدائية ومن ضمنهم 97 بسبب العبوات الناسفة أو الألغام الأرضية، و22 منهم نتيجة قذائف الآر بي جي، والأسلحة الصغيرة أو قذائف الهاون، و13 منهم نتيجة لهجمات القنابل الانتحارية. لقي ستة كنديين آخرين حتفهم نتيجة نيران صديقة من حلفائهم الأمريكيين أثناء قيامهم بعمليات تدريبية قتالية. إضافة إلى الكنديين التسعة عشر الذين قتلوا في أفغانستان نتيجة حوادث أو ظروف غير قتالية؛ 6 منهم في حوادث مركبات، و3 حالات وفاة لأسباب غير قتالية وغير محددة، و3 حالات انتحار وحالتين نتيجة تحطم هيليكوبتر، واثنان بسبب السقوط العرضي وحالتان بسبب طلقات نارية عرضية وحالة وفاة واحدة نتيجة المرض. أصيب 635 جندي في المعركة وأصيب 1412 جندي بجروح غير قتالية منذ أبريل، 2002، حتى انسحابهم في مارس عام 2014.

### كرواتيا
أصيب وجرح نحو 9 جنود كرواتيين على الأقل منذ نوفمبر، 2006. بتاريخ 24 يوليو، 2019، أصيب ثلاثة كرواتيين في هجوم انتحاري عن طريق دراجة نارية. سرعان ما توفي أحد المصابون متأثرًا بجراح في الرأس في حين أن الاثنين الآخرين كانت حالتهما مستقرة مع وجود إصابات خطيرة في الأذرع والأرجل. أول جندي توفي في أفغانستان هو الجندي الأول جوزيب بريسكي(1992-2019).

### جمهورية التشيك
قتل 14 جندي تشيكي في أفغانستان وأصيب على الأقل 26 جندي آخرون.

### الدنمارك
أرسلت الدنمارك، العضوة في الناتو، 9500 فرد إلى أفغانستان بين يناير، 2002 و1 يوليو، 2013. كان معظمهم متمركزين في ولاية هلمند كجزء من قوات الناتو الدولية للأمن والمساعدة(إيساف).
كان أول ثلاث وفيات للدنمارك نتيجة حادث أثناء التخلص من صاروخ مضاد للطائرات من الحقبة السوفييتية في عام 2002. تحولت العمليات العسكرية الدنماركية من عمليات غير قتالية آمنة نسبيًا في مركز البلاد إلى عمليات قتالية جنبًا إلى جنب مع الوحدة البريطانية في ولاية هلمند الجنوبية العنيفة، من خلال تفويض جديد أصدره البرلمان الدنماركي في عام 2006. قتل 37 جندي في اشتباكات عنيفة متنوعة أو نتيجة لنيران صديقة، وقتل 6 جنود في حوادث غير قتالية، ليصل بذلك عدد الوفيات الدنماركية إلى 43، وتكون هذه أعلى خسارة فردية داخل قوات التحالف.
إضافة إلى ذلك، قتل موظف مدني دنماركي في بعثة الشرطة الأوروبية في عام 2014 في كابول.

### إستونيا
قتل تسعة جنود أسيتونيين في أفغانستان: ثمانية منهم قتلوا في المعركة وواحد في حادث، وأصيب نحو 92 جندي في المعركة.

### فنلندا
قتل جنديان فنلنديان في أفغانستان، وأصيب نحو 11 جندي على الأقل.